# Cantherhines fronticinctus
Cantherhines fronticinctus är en fiskart som först beskrevs av Günther 1867.  Cantherhines fronticinctus ingår i släktet Cantherhines och familjen filfiskar. Inga underarter finns listade.